# Anthony Bevilacqua
Anthony Joseph Cardeal Bevilacqua (Brooklyn, Nova Iorque, 17 de junho de 1923 — Pensilvânia, 31 de janeiro de 2012) foi um cardeal estadunidense e arcebispo emérito de Filadélfia.